# Конституция УССР (1929)
Конституция Украинской Социалистической Советской Республики 1929 — Основной Закон УССР, утвержденный 11-м Всеукраинский съездом рабочих, сельских и красноармейских депутатов 15 мая 1929. Состояла из 5 разделов, которые содержали 82 статьи. Непосредственным основанием для принятия новой конституции стали радикальные изменения в государственном строительстве после 1919 г.: образование СССР, провозглашение Автономной Молдавской ССР, административно-территориальная реформа (переход в округ) и т. д. Конституция декларировала цель государства: «окончательно преодолеть буржуазию, уничтожить эксплуатацию человека человеком и осуществить коммунизм, когда не будет ни разделения на классы, ни государственной власти».

## Содержание
Украинская республика провозглашалась социалистическим государством рабочих и крестьян, где вся власть принадлежит советам рабочих, крестьянских и красноармейских депутатов. Констатировались полная солидарность со всеми советскими республиками, добровольность вхождения в СССР. Акцентировалось, что УССР входит в состав Союза как суверенное государство и сохраняет за собой право свободного выхода из него. Конституция причисляла землю, недра, леса, воды, фабрики, фабрики, банки, железнодорожный, водный и воздушный транспорт и средства связи к социалистической государственной собственности, а внешнюю торговлю признавала госмонополией (ст. 4).
Политические права граждан УССР, одновременно считавшиеся гражданами СССР, получали только трудящиеся массы; эксплуататорские классы лишались таких прав полностью. Избирать и быть избранными в советы могли граждане УССР в возрасте от 18 лет: лица, добывающие средства к жизни производственным и общественно полезным трудом или ведущие домашнее хозяйство, что обеспечивало другим возможность продуктивно работать; красноармейцы и краснофлотцы; граждане, принадлежавшие к приведенным выше категориям, но утратившие трудоспособность; иностранцы, которые находились на территории УССР и принадлежали к рабочему классу или крестьянству и не применяли наемный труд.
Конституция декларировала для трудящихся политические права и свободы (слова, печати, собрания, митинги, демонстрации, союзы, вероисповедания и т. п.), для наций — право на самоопределение, на создание национальных, административно-территориальных единиц и т. д. Она провозглашала языки всех национальностей равноправными и каждому гражданину гарантировала возможность использования родного языка. По социально-экономическим правам конституция гарантировала полное, всестороннее и бесплатное образование, право на развитие «пролетарскими путями украинской национальной культуры и культуры национальных меньшинств». Труд признавался обязанностью всех граждан, устанавливалась также конституционная обязанность обороны социалистической родины и всеобщая воинская повинность. Почетное право оборонять революцию с оружием в руках предоставлялось только трудящимся, а на нетрудовые элементы возлагались другие военные обязанности. О правах на отдых, здравоохранение, материальном обеспечении старых и нетрудоспособных и других социально-экономических правах, как и о личных правах (неприкосновенности личности, жилья, переписки и т. п.), конституция не упоминала.
Организация советской власти основывалась на принципе «Вся власть советам». Верховным органом власти оставался Всеукраинский съезд советов рабочих, крестьянских и красноармейских депутатов, к исключительному ведению которого относилось: утверждение, внесение изменений и дополнений в конституцию; окончательное утверждение Конституции Автономной Молдавской Социалистической Советской Республики и внесение изменений и дополнений в неё; изменения границ УССР; установление границ Автономной Молдавской ССР; выборы ВУЦИК; выборы представителей УССР в Совет Национальностей Верховного Совета СССР. В компетенцию Всеукраинского съезда Советов относились и некоторые контрольные функции: заслушивание и утверждение отчетов о деятельности правительства и определение общих направлений его работы. Очередные съезды должны были проходить раз в 2 года, чрезвычайные — созывала ВУЦИК по собственной инициативе или по требованию городских и сельских советов, которые охватывали местности, где проживало не менее 1/3 избирателей. Делегатов на Всеукраинские съезды выбирали Всемолдавский съезд и окружные съезды из расчета: 1 делегат на 10 тыс. избирателей — от городских и поселковых советов, 1 делегат на 50 тыс. избирателей — от сельских советов.
ВУЦИК, согласно статье 25 конституции, считался верховным законодательным, исполнительным и распорядительным органом власти УССР в периоды между Всеукраинскими съездами советов и был ответственен перед ними. Очередные сессии ВУЦИК должны были созываться не менее 3 раз в год, чрезвычайные — собирал Президиум ВУЦИК по собственной инициативе, по представлению СНК УССР или по требованию 1/3 и более членов ВУЦИК. К полномочиям ВУЦИК относилось: избрание председателя, секретаря и членов Президиума ВУЦИК; образование СНК; общее руководство всеми отраслями государственного, хозяйственного и культурного строительства; утверждение бюджета УССР; установление (в соответствии с Конституцией и законодательством СССР) плана развития народного хозяйства республики, государственных и местных налогов, сборов и необлагаемых налогом доходов; осуществление (в порядке, определённом союзной конституцией) внешних и внутренних ссуд УССР, концессионных договоров; утверждение законодательных актов Президиума ВУЦИК, проектов кодексов, всех законодательных актов, которые определяли общие нормы политической, экономической и культурной жизни УССР или вносили коренные изменения в практику государственных органов республики; прекращение, отмена и смена постановлений Президиума ВУЦИК, СНК, Всемолдавских и окружных съездов советов, Всемолдавского ЦИК и окружных исполкомов. Конституция впервые конституировала Президиум ВУЦИК как высший законодательный, исполнительный и распорядительный орган власти УССР между сессиями ВУЦИК. Она предоставляла президиуму полномочия прекращать и отменять постановления СНК УССР и отдельных народных комиссариатов, Всемолдавского ЦИК и окружных исполкомов, издавать декреты, постановления и распоряжения, рассматривать и утверждать проекты декретов и постановлений, вносимых СНК УССР. Все законодательные акты и постановления общереспубликанского значения, как и проекты кодексов, должны были вноситься на рассмотрение и утверждение ВУЦИК. Президиуму ВУЦИК предоставлялось право законодательной инициативы в высших органах СССР, внесение (в порядке, определённом Конституцией и законодательством СССР) протестов на постановления Президиума ЦИК СССР, СНК СССР, а также прекращение в оговоренных законом случаях действия актов союзных наркоматов и других центральных учреждений СССР.
СНК УССР оставалась исполнительным и распорядительным органом ВУЦИК, осуществляла общее государственное управление, имела право издавать законодательные акты и постановления в рамках прав, предоставленных ВУЦИК. В состав СНК кроме главы, его заместителей и народных комиссаров входили уполномоченные общесоюзных наркоматов и другие лица, которых определил ВУЦИК. Ответственность СНК перед Всеукраинским съездом советов дополнялась ответственностью перед ВУЦИКом и его президиумом.
Наряду с народными комиссариатами внутренних дел, юстиции, земельных дел, финансов, торговли, труда, образования, здравоохранения, социального обеспечения и Рабоче-крестьянской инспекцией в составе СНК действовали Украинский совет народного хозяйства и ЦСУ УССР. Последние вместе с наркоматами торговли, финансов, труда и Рабоче-крестьянской инспекцией одновременно были подчинены соответствующим союзным наркоматам и органам.
На местах власти принадлежали советам рабоче-крестьянских и красноармейских депутатов, районным и окружным съездам советов и исполкомам, которых они избрали. Делегатов районных съездов выбирали городские, сельские и поселковые советы, а также воинские части армии и флота; делегатов окружных — городские советы окружных городов и районные съезды по нормам и в порядке, установленным ВУЦИК. Очередные съезды созывались раз в год, внеочередные по предложению высших съездов советов или их исполкомов, а также соответствующими исполкомами по собственной инициативе или по требованию советов, которые представляли не менее 1/3 избирателей данного района. Исполкомы избирались на съездах, действовали в период между ними и числились высшими органами советской власти на соответствующей территории. Они подчинялись съездам, высшим исполкомам, ВУЦИК и СНК УССР.
Конституция определила герб, флаг и столицу республики — город Харьков.
Конституция УССР 1929 г. утратила силу 30 янв. 1937 в связи с утверждением конституции УССР 1937.